# Blaž Rola
Blaž Rola (Ptuj, 5 de outubro de 1990) é um tenista profissional esloveno.